# Nectarinia tacazze
La suimanga de Tacazzé (Nectarinia tacazze) es una especie  de ave paseriforme de la familia Nectariniidae. Se encuentra en Eritrea, Etiopía, Kenia, Sudán, Tanzania, y Uganda.

## Descripción
Son aves paseriformes muy pequeñas que se alimentan abundantemente de néctar, aunque también atrapan insectos, especialmente cuando alimentan sus crías. El vuelo con sus alas cortas es rápido y directo.

## Subespecies
Comprende las siguientes subespecies:
- Nectarinia tacazze jacksoni
- Nectarinia tacazze tacazze